# Остоїчі (Двор)
Остоїчі (хорв. Ostojići) — населений пункт у Хорватії, у Сисацько-Мославинській жупанії у складі громади Двор.

## Населення
Населення за даними перепису 2011 року становило 5 осіб.
Динаміка чисельності населення поселення:

## Клімат
Середня річна температура становить 10,86 °C, середня максимальна – 25,41 °C, а середня мінімальна – -5,98 °C. Середня річна кількість опадів – 1084 мм.
| Клімат поселення                              | Клімат поселення | Клімат поселення | Клімат поселення | Клімат поселення | Клімат поселення | Клімат поселення | Клімат поселення | Клімат поселення | Клімат поселення | Клімат поселення | Клімат поселення | Клімат поселення | Клімат поселення |
| Показник                                      | Січ.             | Лют.             | Бер.             | Квіт.            | Трав.            | Черв.            | Лип.             | Серп.            | Вер.             | Жовт.            | Лист.            | Груд.            |                  |
| Середній максимум, °C                         | 7,69             | 9,36             | 13,68            | 17,69            | 22,20            | 25,41            | 24,37            | 23,73            | 20,19            | 15,32            | 9,82             | 6,02             |                  |
| Середня температура, °C                       | 0,86             | 2,51             | 6,84             | 10,86            | 15,36            | 18,59            | 20,36            | 19,70            | 16,16            | 11,30            | 5,79             | 2,00             |                  |
| Середній мінімум, °C                          | −5,98            | −4,32            | 0,02             | 4,03             | 8,54             | 11,76            | 16,34            | 15,70            | 12,14            | 7,28             | 1,78             | −2,02            |                  |
| Норма опадів, мм                              | 69               | 68               | 77               | 93               | 93               | 98               | 95               | 92               | 98               | 102              | 111              | 88               |                  |
| Середньомісячна швидкість вітру, м/с          | 1.51             | 1.68             | 2.04             | 2.00             | 1.80             | 1.65             | 1.60             | 1.50             | 1.47             | 1.51             | 1.58             | 1.61             |                  |
| Середньомісячна сонячна радіація, кДж/м²·день | 4357             | 7162             | 10846            | 15259            | 19495            | 21655            | 22689            | 19897            | 14660            | 9190             | 4866             | 3621             |                  |
| --------------------------------------------- | ---------------- | ---------------- | ---------------- | ---------------- | ---------------- | ---------------- | ---------------- | ---------------- | ---------------- | ---------------- | ---------------- | ---------------- | ---------------- |
| Джерело:                                      |                  |                  |                  |                  |                  |                  |                  |                  |                  |                  |                  |                  |                  |